# Benedicamus Domino
För andra betydelser, se Benedicamus.
Benedicamus Domino (latin, låt oss prisa herren)  är en uppmaning vid mässans slut med svaret "Gud, vi tackar dig!". Till Benedicamus Domino finns ett stort antal gregorianska melodier. 